# Carl Nordén
Carl Nordén, född 1700, död 9 januari 1776 i Stockholm, var en svensk kantor och medlem i Kungliga Hovkapellet.

## Biografi
Carl Nordén var född i Norrland eller Finland år 1700. Efter skolgång knöts han till Klara trivialskola som kantor (nådår 1722/23), kantor och kollega i klass 3 från 1725. Han skrevs in vid Uppsala universitet och Stockholms nation i juni 1724 med intyg från rektorn i Klara skola och när han i augusti återvände från Uppsala hade han intyg att han gjort framsteg i musiken under director musices Eric Burman. Han var även privatlärare för förnämt folks barn, bland annat hovmarskalken Anders von Dübens dotter från 1726 och i musik 1734-1736. Under 20 år var han medlem i Kungliga Hovkapellet som sångare och musiker.  Han blev kantor i Riddarholmens församling 1751 med avsked 1768. Han avled 1776.
Carl Nordén gifte sig 1734 med Maria Elisabet Scheffler. En son var operasångaren Anders Nordén.